# Rauenberg
Rauenberg är en stad i Rhein-Neckar-Kreis i regionen Rhein-Neckar i Regierungsbezirk Karlsruhe i förbundslandet Baden-Württemberg i Tyskland.
Kommunen ingår i kommunalförbundet Rauenberg tillsammans med kommunerna Malsch och Mühlhausen.